# RA 2 (Italië)
De RA 2 of raccordo autostradale 2 is een autosnelweg in Italië. De RA2 vormt de verbinding tussen de autosnelweg A2 met Avellino. De RA2 is 22 kilometer lang. 